# Robert da Silva Almeida
Robert da Silva Almeida (n. 3 aprilie 1971, Salvador, Bahia, Brazilia) este un fost fotbalist brazilian.
În 2001, Robert a jucat 4 de meciuri pentru echipa națională a Braziliei.

## Statistici
| Brazilia | Brazilia | Brazilia |
| An       | Meciuri  | Goluri   |
| -------- | -------- | -------- |
| 2001     | 4        | 0        |
| Total    | 4        | 0        |